# Châteauroux Classic de l'Indre 2010
La Châteauroux Classic de l'Indre 2010 est la septième édition de cette course cycliste sur route masculine. Elle a lieu le 29 août 2010 et est remportée par Anthony Ravard.

## Classement final
|    | Coureur           | Pays     | Équipe                |    | Temps           |
| -- | ----------------- | -------- | --------------------- | -- | --------------- |
| 1  | Anthony Ravard    | France   | AG2R La Mondiale      | en | 4 h 40 min 08 s |
| 2  | Romain Feillu     | France   | Vacansoleil           | +  | m.t.            |
| 3  | Enrico Rossi      | Italie   | Ceramica Flaminia     |    | m.t.            |
| 4  | Fumiyuki Beppu    | Japon    | Team RadioShack       |    | m.t.            |
| 5  | Boy van Poppel    | Pays-Bas | Rabobank Continental  |    | m.t.            |
| 6  | Francisco Ventoso | Espagne  | Carmiooro-NGC         |    | m.t.            |
| 7  | Geoffroy Lequatre | France   | Team RadioShack       |    | m.t.            |
| 8  | Sébastien Turgot  | France   | Bbox Bouygues Telecom |    | m.t.            |
| 9  | Florian Vachon    | France   | Bretagne-Schuller     |    | m.t.            |
| 10 | Jimmy Casper      | France   | Saur-Sojasun          |    | m.t.            |